# Italian-Romanian-Turkish Battlegroup
Italian-Romanian-Turkish Battlegroup är en av EU:s snabbinsatsstyrkor och stod i beredskap under perioden juli - december 2010. Styrkan avlöste Polish-led Battlegroup samt UK-Dutch Battlegroup. Styrkan leddes av Italien, men består även av förband från Rumänien och Turkiet. Idag (2008) finns det ej någon Battlegroup som ligger planerad för att avlösa Italian-Romanian-Turkish Battlegroup. Utan nästa två Battlegroups som är planerade är Battlegroup 107 samt Swedish Battlegroup under perioden juni - december 2011.